# بیابان و نیمه‌بیابان خلیج فارس
بیابان و نیمه‌بیابان خلیج فارس یا بیابان دشت ساحلی خلیج فارس یک بوم‌ناحیه است که دشت‌های ساحلی بیابانی شمال‌غربی خلیج فارس واقع در شمال‌شرقی شبه‌جزیره عربستان از کویت در شمال تا بخش ساحلی کوچکی در امارات متحده عربی در جنوب‌شرق را می‌پوشاند.

## موقعیت
این ناحیه از شرق به خلیج فارس محدود می‌شود و از جهت‌های دیگر با بوم‌ناحیه بیابان عربی و درختچه‌زارهای خشک صحرای شرقی-عربستان احاطه شده است. بخش‌های داخلی این ناحیه امتداد هموار دشت‌های ساحلی است که به تل‌ماسه‌های قهوه‌ای و قرمز بیابان دهنا و در جنوب به کناره بیابان ربع الخالی در عربستان سعودی منتهی می‌شود. بیشینه ارتفاع این ناحیه بوم‌شناختی ۳۱۳ متر از سطح دریاست.

## زمین‌شناسی
زمین‌شناسی این ناحیه شامل رسوبات دریایی است که در دوره ترشیاری (۶۶ تا ۳ میلیون سال پیش) و در زمانی که این منطقه به‌طور متناوب در زیر آب بوده، ته‌نشین شده‌اند. به‌دلیل وجود سنگ‌آهک، ماسه‌های موجود در این ناحیه سفیدتر از ماسه‌های دیگر مناطق شبه‌جزیره عربستان است که منشأ آذرین و دگرگونی دارند. در امتداد ساحل پهنه‌ها و چاله‌ها نمکی وجود دارد که سبخا نامیده می‌شود.

## آب‌وهوا
بر پایه سامانه طبقه‌بندی اقلیمی کوپن آب‌وهوای این ناحیه بوم‌شناختی از نوع اقلیم بیابانی گرم (BWk) است. هوای پایدار و فشار بالای هوا از ویژگی‌های این اقلیم است که باعث تشکیل بیابان‌های گرم و خشک می‌شود. میانگین دمای ماه‌های گرم معمولاً به ۲۹–۳۵ درجه سلسیوس (۸۴–۹۵ درجه فارنهایت) می‌رسد و بیشینه دمای ۵۰ درجه سلسیوس (۱۲۲ درجه فارنهایت) در این منطقه ثبت شده است. بادهای شمالی اغلب باعث وقوع توفان ماسه می‌شوند. در تابستان رطوبت نسبی در راستای ساحل به ۹۰ درصد می‌رسد. میانگین بارندگی حدود ۷۵ تا ۱۵۰ میلی‌متر در سال است که در فصل زمستان می‌بارد.